# Chorthippus oreophilus
Chorthippus oreophilus är en insektsart som beskrevs av Bei-bienko 1948. Chorthippus oreophilus ingår i släktet Chorthippus och familjen gräshoppor. Inga underarter finns listade i Catalogue of Life.